# 2022년 NFL 시즌
2022년 NFL 시즌(2022 NFL season)은 내셔널 풋볼 리그(NFL)의 103번째 시즌이었다. 시즌은 2022년 9월 8일에 시작되었으며 NFL 킥오프 게임에서 수비수 슈퍼볼 LVI 챔피언 로스앤젤레스 램스가 버팔로에게 패하면서 2023년 1월 8일에 끝났다. 플레이오프는 1월 14일에 시작되어 슈퍼볼 LVII로 마무리되었다. 2월 12일 애리조나주 글렌데일의 스테이트 팜 스타디움에서 열린 리그 챔피언십 경기에서 캔자스시티가 필라델피아를 꺾었다.
전 워싱턴 레드스킨스(Washington Redskins)는 워싱턴 풋볼 팀(Washington Football Team)이라는 견본용 이름을 두 시즌 사용한 후 시즌이 시작되기 전에 워싱턴 커맨더스(Washington Commanders)로 이름이 변경되었다.
버팔로와 신시네티 사이의 17주차 경기는 버팔로 안전요원 다마르 햄린이 경기장에서 치명적이지 않은 심장 마비를 겪은 후 취소되었다. 1987년 NFLPA 선수 파업 이후 취소되거나 일정이 변경되지 않은 최초의 정규 시즌 경기였다.